# Кочегар (фильм)

«Кочегар» — российская криминальная драма режиссёра и сценариста Алексея Балабанова. В основе сюжета фильма — история возмездия «маленького человека», через призму которой режиссёр показывает моральный распад общества. Премьера состоялась в августе 2010 года в Выборге на кинофестивале «Окно в Европу», где фильм получил спецприз жюри «за высокое профессиональное мастерство» и премию Гильдии киноведов и кинокритиков России. Международная премьера «Кочегара» состоялась 29 января 2011 года во внеконкурсной программе 40-го международного кинофестиваля в Роттердаме.
В российский прокат фильм вышел 13 октября 2010 года, однако не имел коммерческого успеха. Кассовые сборы составили всего 5,5 млн рублей (183 тыс. долларов США).
Лента была очень хорошо принята российскими критиками. Среди основных достоинств фильма отмечались режиссура и игра малоизвестного ранее актёра Михаила Скрябина. В то же время картина осталась малозамеченной кинокритиками за пределами России.

## Сюжет
Действие фильма разворачивается в середине 1990-х годов. Главный герой (Михаил Скрябин) — якут по национальности, майор в отставке, сапёр, контуженный в Афганистане Герой Советского Союза, работает и живёт в кочегарке. В свободное от своей основной работы время он печатает на старой пишущей машинке рассказ, восстанавливая по памяти прочитанное перед афганской войной произведение польского этнографа Вацлава Серошевского «Хайлах» (хайлахами называли ссыльных преступников, подселённых к якутам после отбывания наказания). Иногда в кочегарку приходят две семилетние подружки — Лена и Вера (Алина Политова и Варвара Белокурова), которым Кочегар рассказывает сюжет своего произведения. 
Приходит в кочегарку и отец Веры (Пётр Семак) — военный лётчик, перевозивший оружие на Ближнем Востоке.
Бывшие сослуживцы Якута, разговорчивый снайпер (Александр Мосин) и молчаливый шифровальщик из штаба по кличке Бизон (Юрий Матвеев), ставшие в 1990-х годах бандитами и убийцами, привозят в кочегарку трупы своих жертв для уничтожения. Трупы сжигают в топке, Якуту снайпер и Бизон объясняют, что это трупы плохих людей: «один, бизнесмен, двух друзей заказал, исполнителя взяли — а тот откупился… А второй, как твой Хайлах, людей за деньги резал». До определённого момента главный герой верит своим бывшим сослуживцам.

Кочегар по прозвищу Якут рассказывает истории девочкам Лене и Вере в кочегарке

Бизон состоит в интимной связи с дочерьми Якута и Снайпера (Саша и Маша, их играют Аида Тумутова и Анна Коротаева, соответственно), которые, между тем, являются совладелицами магазина, торгующего мехом из Якутии. Когда дочь Снайпера узнаёт, что её подруга тоже является любовницей Бизона, она решает устранить соперницу. Под предлогом того, что бизнес налажен, и его можно вести уже без дочери Якута, которая как автор идеи имела право на половину прибыли, она приходит к отцу и просит устранить её. Отец Маши поручает это дело Бизону, который без лишних слов убивает ножом дочь Кочегара. Труп девушки, завёрнутый в мешок, Бизон отвозит для сжигания в кочегарку. Ничего не подозревавший Якут обратил внимание на упавшую с тела девушки туфлю, похожую на его подарок дочери.
Заподозрив неладное, Якут решает навестить дочь. Он едет к ней в магазин, и, не обнаружив её там, — далее на её квартиру. Увидев там вторую такую же туфлю, он понимает, что его догадка оказалась верна: жертвой стала его дочь. Тогда Якут переодевается в свою парадную офицерскую форму с наградами и звездой Героя Советского Союза, отправляется домой к Снайперу, берёт в руки лыжную палку, и пользуясь ею как копьем, беспощадно убивает Снайпера ударом в сердце и подоспевшего вооружённого пистолетом Бизона ударом в шею, после чего возвращается в кочегарку. Встретив около неё Веру, он в ответ на её просьбу рассказать окончание своего рассказа говорит, что всё закончилось хорошо, и Хайлаха наказали, и спешно отправляет девочку домой. Затем, сидя перед огнём топки, Якут, не выдержав муки совести из-за убийства Снайпера и Бизона, а также от горя в связи с гибелью дочери, перерезает себе вены. Любопытная Вера не уходит домой, она возвращается в кочегарку и просит разрешения кочегара сфотографировать его фотоаппаратом Полароид, возможно подаренным, но не получает ответа и делает снимок просто так. Увидев у него на рукаве кровь и поняв, что случилось с кочегаром, Вера забирает недописанный рассказ и уходит. В концовке закадровый голос Веры читает рассказ, иллюстрируемый немым фильмом в стиле начала эпохи кино.

## В ролях

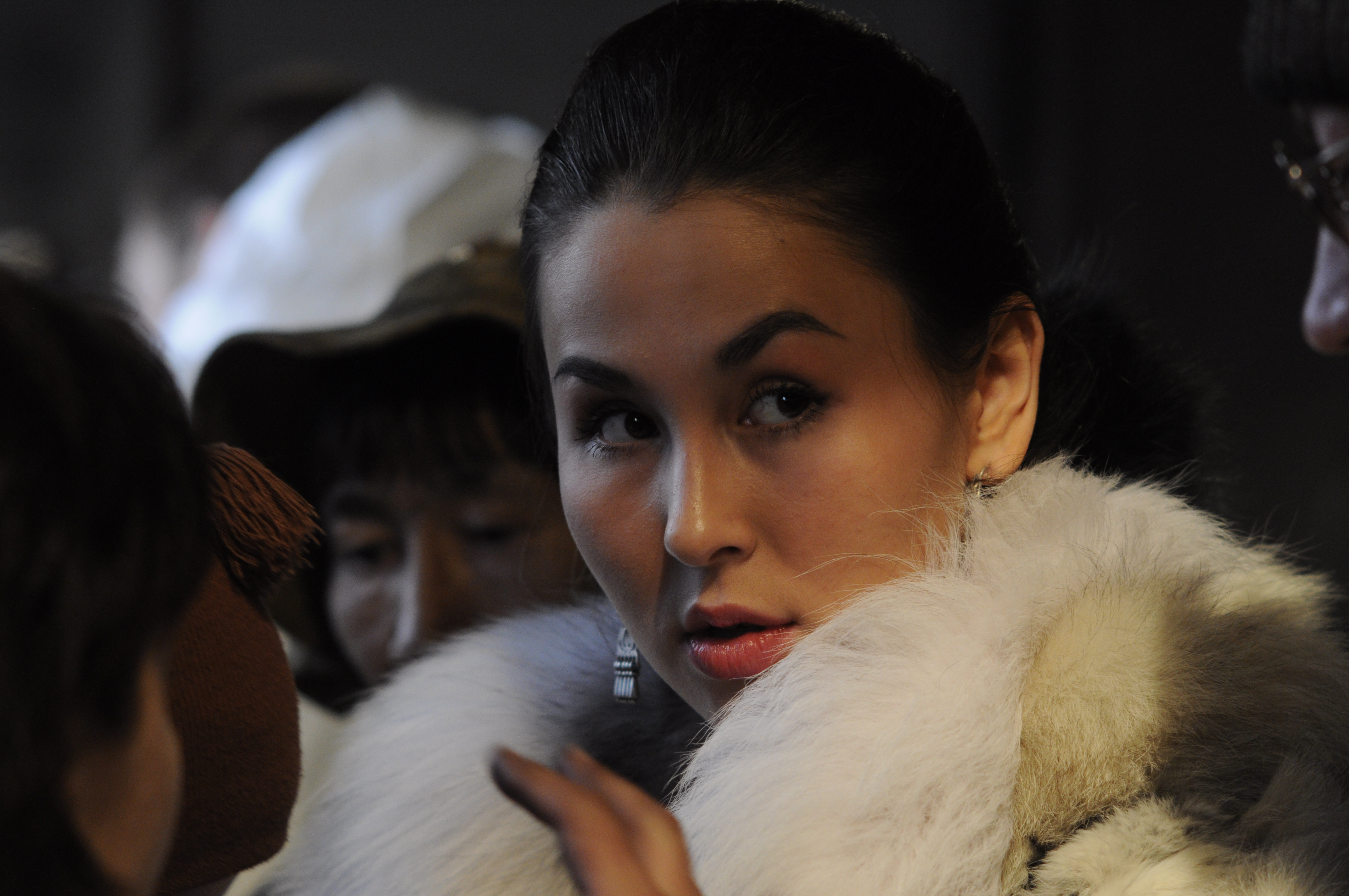
Аида Тумутова в роли дочери Якута

| Актёр              | Роль                                |
| ------------------ | ----------------------------------- |
| Михаил Скрябин     | Якут (майор Иван Матвеевич Скрябин) |
| Юрий Матвеев       | Бизон (Василий)                     |
| Александр Мосин    | Сержант (Михаил)                    |
| Аида Тумутова      | Саша, дочь Якута                    |
| Анна Коротаева     | Маша, дочь Сержанта                 |
| Вячеслав Тельнов   | Андрей Сергеевич                    |
| Вячеслав Павлють   | Фёдор Алексеевич                    |
| Алина Политова     | Лена                                |
| Варвара Белокурова | Вера                                |
| Пётр Семак         | полковник Минаев, отец Веры         |

## Создание фильма
- Алексей Балабанов — режиссёр и сценарист
- Сергей Сельянов — продюсер
- Александр Симонов — оператор-постановщик
- Анастасия Каримулина — художник-постановщик
- Максим Беловолов — звукорежиссёр
- Татьяна Кузьмичёва — монтажёр
- Надежда Васильева — художник по костюмам
- Наталья Крымская — художник по гриму

Съёмки фильма были начаты 25 февраля 2010 года, в день рождения Алексея Балабанова. Бо́льшая часть картины была снята в Кронштадте, главным образом, из-за сохранившейся в городе промышленной архитектуры XIX века; там же, на огороженной территории военной части, снимались сцены в кочегарке. Кроме того, съёмки проходили в Петербурге и на реке Вуокса (посёлок Лосево в Ленинградской области) в течение 18 дней. Часть сцен была снята в квартире у самого Балабанова. Продюсером «Кочегара», как и ряда последних работ Балабанова, выступил глава кинокомпании «СТВ» Сергей Сельянов. Сюжет фильма основан на вымышленной истории, в которой прототипа главного героя не существует. По словам Балабанова, прочтя сценарий, Сельянов долго не хотел запускать картину в производство, утверждая, что получится короткометражный фильм. Но в итоге режиссёр оказался прав, готовый фильм длится 87 минут.
Как и у многих других фильмов Балабанова, у «Кочегара» есть литературные корни. Так, в фильмографии режиссёра был незаконченный фильм «Река» по роману польского писателя Вацлава Серошевского «Предел скорби», действие которого происходит в якутской тайге. В «Кочегаре» главным литературным источником является рассказ того же Серошевского «Хайлах».
Известный своей нелюбовью к цифровому изображению, Балабанов снял «Кочегара» на 35-мм плёнку. Оператором фильма стал Александр Симонов, ранее уже работавший с Балабановым в картинах «Морфий» и «Груз 200». Кинообозреватели отметили удачный визуальный ряд фильма. Например, Михаил Трофименков сравнил визуальный тон фильма с работами русских импрессионистов, отмечая превосходное изображение перечёркнутого цветными тенями снега.
«У меня оператор очень хороший — Саша Симонов, я с ним не в первый раз работаю. Саша очень дружит со светом. Лучше не бывает оператора. С композицией мы вместе боремся. Там от актёров зависит, как рельсы положить. И он никогда не упирается, не спорит. А я в свет никогда не лезу. И потом: я ведь на 35 мм снимаю, а не на цифру. Плёнка — она живая».
Главную роль в фильме сыграл актёр Якутского академического театра им. П. А. Ойунского Михаил Скрябин, уже снимавшийся ранее в фильмах Алексея Балабанова — «Груз 200» и «Река». За исключением этой роли, почти все остальные роли сыграны непрофессиональными актёрами. Аида Тумутова, отобранная Балабановым на главную женскую роль, до этого работала в модельном агентстве. Анна Коротаева — студентка театрального института, Юрий Матвеев и Александр Мосин, как и их герои, — бывшие «афганцы». В роли заказчика выступил глава «Ленфильма» Вячеслав Тельнов; эту роль Балабанов предлагал Константину Эрнсту, но тот, узнав, кого ему предлагают сыграть, отказался. Ещё двумя профессиональными актёрами являются Пётр Семак — актёр театра Льва Додина и Вячеслав Павлють из белорусского театра им. Янки Купалы. При этом из-за отсутствия большого бюджета актёры в фильме согласились играть бесплатно.
17 мая 2010 года Сергей Сельянов объявил о выборе постера к фильму. Им стало изображение пылающего черепа на чёрном фоне с надписью внизу — «Кочегар». Помимо мрачного и пугающего плаката, отсылающего то ли к рокерской символике, то ли к супергеройской эстетике, в продвижении фильма акцент делался на то, что это тринадцатый фильм Балабанова.
По воспоминаниям Аиды Тумутовой, во время съёмок фильма её, завернутую в мешке, погружали в печку, «а что не влезало, кочергой вталкивали. Сначала манекен хотели снимать, но у него коленки не так торчали, как надо, и засунули меня. Но я с радостью согласилась: ребята носили меня в мешке — интересные довольно ощущения».

## Художественные особенности
«Я вообще не очень понимаю, когда говорят, что моя тема — насилие. Тема всего кино — насилие, потому что зритель любит, когда в персонажа всаживают пятьдесят пуль, после чего он закуривает и идет мстить. Так в жизни не бывает, и зрителю интересно. Никакого специального и личного интереса к насилию у меня нет: оно — сюжетная необходимость, не более того».
Кинематографический язык «Кочегара» несложен, художественная сторона фильма как будто бы неосязаема и неосознаваема. Фильм снят предельно минималистично. Большую часть времени герои либо молчат, либо говорят короткими фразами и междометиями. Трофименков назвал «Кочегар» фильмом «оглушительного молчания». Проста в фильме и система оппозиций: огонь — снег, мужчины — женщины, взрослые — дети. Степень минимализма картины сравнима с работами таких режиссёров, как Робер Брессон, Гас Ван Сэнт и Ларс фон Триер. При этом обозреватели отмечают и то, что минимализм Балабанова уникален и не имеет аналогов в мировом кинематографе. Сам Балабанов объяснил выбор подобной формы высказывания тем, что ему было интересно попробовать новый для себя киноязык, а также отсутствием большого бюджета для более масштабных съёмок.
Несмотря на это, фильм наполнен продуманными метафорами, двусмысленными образами, ассоциативными отсылками. Одним из основных символов в фильме является сама кочегарка. Сначала дымящие трубы мелькают вдалеке, потом становятся всё ближе и ближе. Режиссёр ассоциирует кочегарку с кремационной печью, а надземное пространство, таким образом, становится символом глобального крематория.
Ксения Ларина считает, что «главное и, может быть, единственное, по-настоящему действующее лицо» фильма — огонь: «Топки, печки, камины появляются почти в каждом эпизоде — кажется, все в этом городе подчинено огню, в жертву которому приносится отработанный человеческий материал». Балабанов в интервью также подчёркивает важное значение огня для своего фильма. По его словам, огонь выступает связующим мотивом для всей картины. В связи с этим символическое звучание приобретает фамилия главного героя. Однофамилец главного героя — русский композитор Александр Скрябин — назвал одно из своих главных произведений «Поэма огня». Используя эту фамилию, Балабанов намекает, что снимает свою «Поэму огня».
Важную роль в фильме играет время действия, выбор которого был неслучаен. По словам Сельянова, 90-е годы для российского кинематографа имеют такое же значение, как времена Аль Капоне для Голливуда, так как именно в такие периоды возникает простая оппозиция «жизнь-смерть», которая всегда волнует кино. С помощью мелких деталей, например, обшарпанного подъезда, убогой кухни, тротуара, меховых шапок и шуб, сшитых из кусочков, Балабанов мастерски реконструирует 90-е годы XX века. Но, помимо музейной правдивости, режиссёр улавливает и более глобальные черты, связанные с духом того времени. Фильм превосходно передаёт ощущение ирреальности происходящего и доходившей до абсурда непредсказуемости. При этом время в «Кочегаре» лишь фон, который Балабанов использует в качестве декораций для своей истории. Мария Кувшинова говорит об ощущении «пребывания одновременно в двух временах: тогда, когда все было зыбко и рождало надежду, и теперь, когда все устроилось и стало безнадежным».

### Образ героя

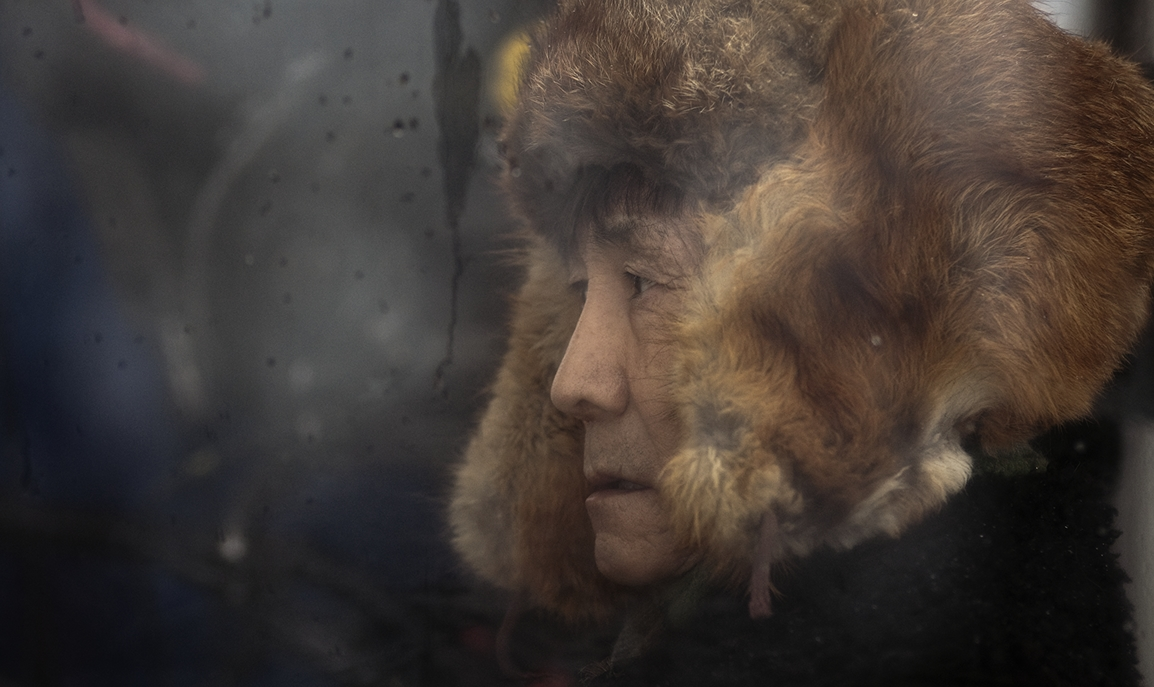
Михаил Скрябин в роли Кочегара. Михаил Трофименков находит параллели в образе Кочегара и другого киномстителя — Мачете из одноимённого фильма Родригеса

«Кочегар» является самым личным и лиричным фильмом Балабанова. Так же, как в феллиниевских «Джинджере и Фреде», в образе главного героя отчётливо проглядывается сам режиссёр. Об этом говорит его повседневная одежда — тельняшка и широкополая панама-афганка, в которых Балабанов неизменно появляется на публике; так же как и Балабанов, Кочегар был участником Афганской войны. На автобиографическое толкование наводит и то, что якутский майор столь же немногословен, как и автор фильма. Лидия Маслова проводит параллель между героем Скрябина, перепечатывающим чужой рассказ, и режиссёрами, экранизирующими классику, которым необходимо пропускать через себя литературное произведение. Однако в интервью, данном сразу после выхода фильма в прокат, Балабанов сравнивает себя с другим героем — полковником, отцом девочки Веры, который, так же как и автор фильма, занимался продажей оружия.
Главный герой фильма — классический «маленький человек»; как и всем людям из этого ряда, ему присущи наивность, честность, слабость. Но при этом в нём присутствует и уникальная сила личности, ощущаемая всеми окружающими и проявляющаяся после его преображения. Кочегар — представитель малой народности, что выглядит особенно символично. Национальность главного героя подчёркивает его незначительное социальное положение в новой России. Вообще Балабанов — единственный русский режиссёр, который регулярно высказывается по национальному вопросу. В связи с этим в его сторону постоянно раздаются обвинения в русском национализме, расизме и агрессивном патриотизме. Однако в «Грузе 200» единственным положительным героем был вьетнамец Сунька, а во «Мне не больно» и том же «Кочегаре» русские представлены как негодяи по отношению к другим народам. В этом же контексте Балабанов противопоставляет красивую дочь Якута и вульгарную дочь Снайпера. Помимо всего, в национальности главного героя заложена и метафора художника, выпадающего из любого социума.
Кочегар верит своим бывшим сослуживцам и не задумывается над тем, что участвует в убийствах. За принятие бандитской этики ему пришлось расплатиться ценой жизни дочери. После осознания предательского поступка своих друзей перед Якутом становится проблема выбора — неучастие или преступление. Кочегар принимает этот вызов, становясь участником коллективного жертвоприношения. Убив своих обидчиков, главный герой фильма сам становится частью цепочки убийств. После чего он не может не отождествлять себя с миром плохих людей, и единственным выходом становится самоубийство. При этом Балабанов, показав, что абсолютно все персонажи фильма виноваты в происшедшем, всё-таки встаёт на сторону Якута. Этой историей режиссёр иллюстрирует критику христианской концепции непротивления злу насилием. Кроме того, автор фильма говорит о неотвратимости наказания и возможности спасения чести только ценой смерти.

### Саундтрек
«Я выбирал темы, которые казались кинематографичными. Дидюля ведь действительно отменный гитарист. И главное, что он денег не взял. Сказал: делай, что хочешь. Я многое из его музыки перемонтировал… что-то длиннее сделал, что-то — короче по ритму. Он не возражал».
Основную часть саундтрека фильма составляют гитарные композиции Дидюли. Его музыка звучит практически непрерывно, во время немых сцен и даже во время некоторых диалогов. Большинство кинообозревателей сошлось на мнении, что музыка Дидюли посредственна, поверхностна и простовата. При этом они говорят о её уместности в конкретном контексте и хвалят режиссёра за такое обращение с материалом. Так, Трофименков пишет, что «Алексей Балабанов виртуозно насыщает жутью эту самую безобидную музыку: гитара Дидюли страшнее, чем советские хиты, обволакивавшие „Груз 200“». Балабанов использует музыку не для простого дополнения изображения; он сталкивает жёсткий визуальный ряд и лёгкую музыкальную тему, добиваясь этим контрастом необычного эффекта. Григорий Мхеидзе в журнале «Искусство кино» тоже сравнивает саундтрек «Кочегара» с музыкой в «Грузе 200». Он пишет о другом контрасте, возникающем при смене музыкальных композиций. Только здесь в момент кульминации после лёгкого мотива Дидюли врывается хит «Агаты Кристи» «Истерика», который производит сильное впечатление на зрителя. По словам обозревателя газеты «Ведомости» Олега Зинцова, этот приём выполнен «так элементарно и он так точно работает», что фильм «совершенно невозможно анализировать».
Мхеидзе говорит о том, что музыка Дидюли олицетворяет всю ту «музыкальную жвачку, которая незаметно, но тотально окружает и пронизывает нашу жизнь, начиная от самых публичных моментов и заканчивая интимными: именно такой вот простоватый полупоп, полулаунж, под который и подрыгаться можно, и погрустить, как правило, играет в произвольно взятой маршрутке или коммерческом ларьке». Как и у Киры Муратовой в «Мелодии для шарманки», под лёгкий музыкальный мотив «злодейство творится так же естественно, как происходит под постоянный музыкальный рефрен вообще повседневная жизнь — в парикмахерских, супермаркетах, такси, наушниках». Помимо самой музыки Дидюли, в фильме много и других упоминаний о нём. Так, герои фильма собираются идти на его концерт, а в одном из эпизодов на столбе чётко видно приклеенную афишу концерта Дидюли. И это несмотря на то, что в середине 1990-х годов о нём как об артисте не было ничего известно.
За эту работу Дидюля получил премию Гильдии киноведов и кинокритиков «Белый слон». Однако сразу же после объявления имён лауреатов известный российский кинообозреватель Валерий Кичин обрушился с критикой на решение жюри. По его словам, была премирована худшая мелодия из номинируемых. Музыку Дидюли он назвал «настырной, навязчивой, въедливой и бесталанной попевкой».
| №  | Название            | Исполнитель  | Длительность |
| -- | ------------------- | ------------ | ------------ |
| 1. | «Сатиновые берега»  | ДиДюЛя       | 4:27         |
| 2. | «Поезд в Барселону» | ДиДюЛя       | 3:54         |
| 3. | «Русская»           | ДиДюЛя       | 4:34         |
| 4. | «День»              | ДиДюЛя       | 6:54         |
| 5. | «Завял цветок»      | Чёрный Лукич | 5:17         |
| 6. | «На побережье»      | ДиДюЛя       | 3:04         |
| 7. | «Истерика»          | Агата Кристи | 3:17         |
| 8. | «Смешное сердце»    | Чёрный Лукич | 3:05         |

### Чёрно-белый эпилог

Александр Гаркушенко и Юлия Мен в роли Кости-хайлака и Керемес

После окончания основного фильма о Кочегаре в рамках картины показан чёрно-белый немой сюжет с закадровым рассказом Веры — экранизация рассказа, написанного героем фильма. В эпилоге изображена Якутия в далёком прошлом: русский каторжанин на поселении (по-якутски — «хайлак») Костя (Александр Гаркушенко) избивает давшего ему приют якута Хабджия (эта роль тоже принадлежит Михаилу Скрябину) и насилует его жену Керемес (Юлия Мен). Затем Хабджий в порыве ревности избивает её плёткой. Этот сюжет отсылает к неоконченной «Реке», тоже основанной на якутском материале.
По сути, это всё тот же рассказ о насилии, которое передаётся, как наследственная болезнь, из поколения в поколение. Но помимо содержания, в данном случае важна и форма, к которой обращается Балабанов. По мнению Масловой, для Балабанова кино — это искусство, в котором слов меньше, чем эмоций, и которое постоянно сталкивается с несовершенством своего языка. Поэтому молчание зачастую оказывается более выразительным и глубоким, чем другие художественные средства.
Эпилог несёт и ещё одну смысловую нагрузку. По словам Сергея Сельянова, создателям фильма было важно показать, что Якут всё это время не зря трудился над рассказом. Этот рассказ — то, что сохранилось после его смерти, и уже поэтому жизнь кочегара не была бессмысленной, в отличие от жизни остальных персонажей фильма.

### Место фильма в творчестве режиссёра

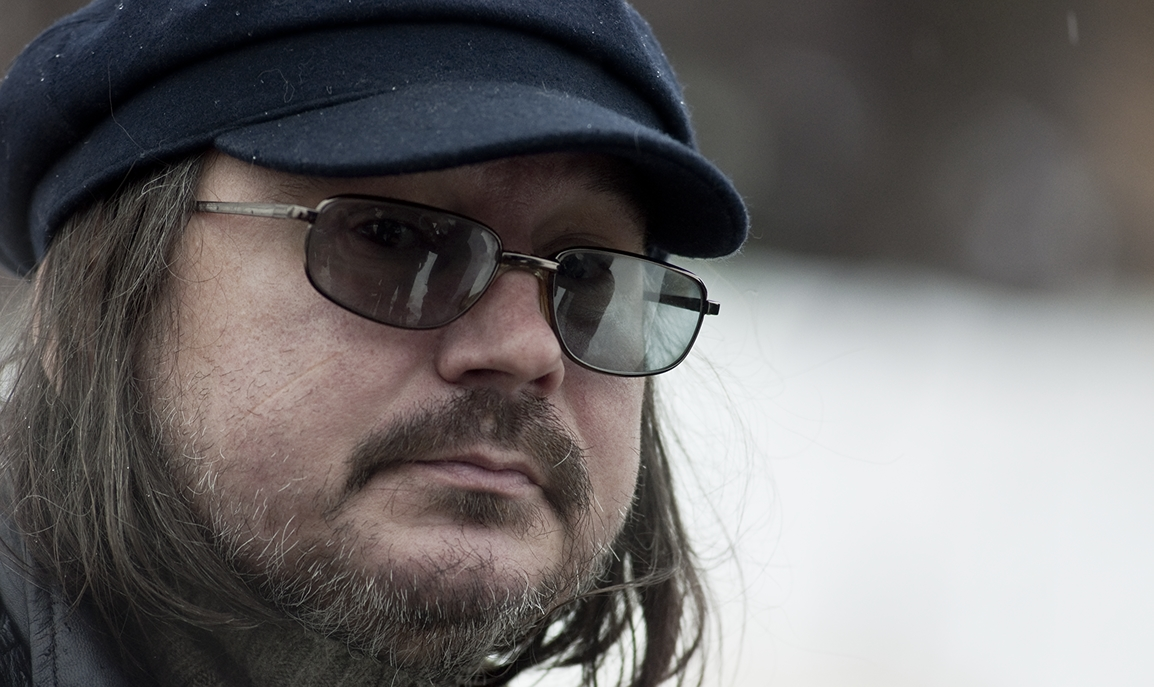
Алексей Балабанов на съёмках фильма

Балабанов, признаваемый многими критиками одним из крупнейших режиссёров постсоветского кинематографа, снял этот фильм в своем оригинальном стиле. Определяя жанр «Кочегара», обозреватель сайта «Газета.Ru» Дарья Горячева назвала фильм мизантропическим балабановским артом. Согласна с ней и журналист «Независимой газеты» Евгения Леонова; по её словам, «Кочегара» «можно смотреть с любого места, и без титров ясно, что это Балабанов с ещё одним рассказом о герое-одиночке и лаконичной метафорой, выражающей суть фильма». Эта работа во многом является итоговой для режиссёра, «квинтэссенцией его стиля и тем», «кристальной производной абсолютно герметичной режиссёрской вселенной». Начав со сложного эстетского кино, автор с каждым разом снимает всё проще и бесхитростнее. Продолжая эту тенденцию, «Кочегар» стал самой простой и лаконичной работой Балабанова.
Кроме того, критики отметили, что фильм является своеобразным каталогом всех его предыдущих работ. Так, Якут стал ещё одним балабановским потерянным героем, наряду со странником из «Счастливых дней» и убийцей Данилой Багровым из «Брата 2». В «Кочегаре», как и во всем творчестве автора, важное место занимает тема самостояния личности. Большинство героев его фильмов, как и якутский майор, являются яркими индивидуалистами, одиночками, отверженными обществом. Этот фильм тесно связан и с другой картиной Балабанова — «Грузом 200». Только в «Грузе 200» режиссёр выворачивал наизнанку позднесоветскую действительность, а в «Кочегаре» — бандитские девяностые.
В фильме есть художественные приёмы, встречающиеся во многих фильмах Балабанова. Особое место в «Кочегаре» занимают медитативные проходы и проезды героев по улицам города под инструментальный бит или русский рок. Это помогает автору сделать действие живым и энергичным. Балабанов много раз использовал данный приём: в «Войне», «Мне не больно», «Жмурках», «Братьях». В фильме много и других автоцитат. Так, проезжающий трамвай встречается во всех фильмах режиссёра независимо от того, в какое бы время ни разворачивался сюжет, а последняя сцена с девочкой, фотографирующей на полароид умирающего Кочегара, отсылает к картине «Про уродов и людей».
Традиционны для Балабанова и морально-этические вопросы, которые он поднимает в «Кочегаре». Как и почти все остальные фильмы режиссёра, «Кочегар» подспудно связан с гражданской войной. Балабанов снял фильм о том, что человек, вернувшийся с такой войны, изначально ненормален. Гражданская война для Балабанова — зона концентрированного зла. Так, Данила Багров в «Брате» продолжает свою войну партизаном в мирном Петербурге, в «Брате 2» он продолжает партизанить, но уже в демократической Америке. Затем режиссёр снял фильм «Война» о чеченском конфликте, о войне, которая стала личным повседневным делом главного героя. Затем появились «Жмурки» и «Мне не больно» — фильмы, в которых гражданская война показана с различных сторон. Последовавшие за ними «Груз 200» и «Морфий» свидетельствовали о моральной смерти и разложении личности и общества. «Кочегар» в этом ряду встаёт своеобразным краем отчаяния Балабанова в его точке зрения на то, куда движется общество. По словам Юрия Гладильщикова, режиссёр вольно или невольно осуществляет свой собственный проект «Россия», так как почти все его фильмы представляют собой размышления о том, что происходит и происходило с Россией в разные исторические периоды.
Одним из главных эмоциональных составляющих фильмов Балабанова является обида. Обида, которая обязательно должна быть отомщена. Эта простая основа характерна для многих его фильмов, среди которых «Кочегар» не стал исключением.

Это ведь история про то, что зло рано или поздно будет наказано, и про то, что каким бы абсурдным ни выглядел мир вокруг, он на самом деле живёт по одним и тем же древним законам, и то, что они выглядят для нас чужими, экзотикой, архаикой, так просто мы сами немного заблудились. Люди же, как и прежде, делятся на плохих и хороших. И плохие, на первый взгляд, сильнее хороших, потому что у них нет правил, законов, а только звериные инстинкты обладания, но в конце концов они будут наказаны, потому что закон вообще-то есть.— Время новостей
В своём творчестве Балабанов рассуждает о природе кинематографа. Так, в «Кочегаре» герои постоянно смотрят в топку с горящим огнём, словно в экран телевизора или домашнего кинотеатра. Смотрит внутрь печного окошка и Якут перед своей смертью. В это время девочка, видя кровь кочегара, не понимает, что происходит на самом деле, и снимает его на свой фотоаппарат. По мнению Аглаи Чечот, режиссёр в этой сцене сравнивает девочку с режиссёрами-документалистами, которые видят лишь внешние проявления, не умея их интерпретировать.

## Критика
Критики хорошо приняли фильм, отмечая при этом его мрачную ауру. Так, обозреватель газеты «Известия» Лариса Юсипова отмечает, что с точки зрения режиссуры фильм совершенен. Для Андрея Плахова это «самый трезвый, идеально построенный и просчитанный фильм» режиссёра. По его словам, «фильм снят исключительно элегантно, с тем самым циничным юмором, который недоступен пониманию западных фестивальных отборщиков». «В „Кочегаре“ Алексей Балабанов достиг невиданной простоты и невиданного совершенства», написали про фильм «Ведомости». 

В свою очередь, Любовь Аркус говорит, что «Кочегар» — это «ясный, чёткий, кристально прозрачный фильм», в котором режиссёр высказался с «запредельной честностью художника».

«Кочегар» поражает, в первую очередь, совершенством формы высказывания. Он исполнен единым росчерком, на одном дыхании, с изумительной чёткостью ритма и выверенным будто бы на аптекарских весах нарастанием напряжения, но добивается этого впечатляющего эффекта режиссёр при помощи минимума усилий и изобразительных средств. Непостижимым образом Балабанову удается балансировать на головокружительном стыке между величественной античной трагедией и задыхающимся от немоты театром позднего Беккета — иными словами, между героикой и ничтожеством.— Искусство кино
Трофименков пишет, что Балабанов в этом фильме достиг мастерства такого уровня, что, снимая формально самые обыденные кадры, в итоге получает фильм, наполненный ужасом и экзистенциальной тоской, с которым не сравнится 99,99 процентов мирового кино. По его словам, Балабанов снял фильм так, «как снимать вообще нельзя», что получается только у выдающихся режиссёров. Вторит Трофименкову и журнал «Искусство кино», он пишет, что Балабанов снимает так, как будто бы он вообще первый кинематографист. По его мнению, многие детали фильма, от выбора героя до закадровой музыки, могли бы показаться у другого автора абсурдными, пошлыми и нежизнеспособными, однако с их помощью режиссёр добился «сногсшибательного» эффекта. Татьяна Москвина также отмечает изысканную тоску и трагичную иронию фильма. Она пишет, что у Балабанова получилось «коряво-самодельное и при этом поразительно стильное» произведение. По её словам, фильм «буквально обволакивает своей кладбищенской поэтичностью».

Снайпер, переодетый в рок-музыканта, идет на задание. По словам обозревателя газеты «Известия» Ларисы Юсиповой, эта сцена снята так, что «Родригес с его „Музыкантом“ должен умереть от зависти»

Газета «Известия» пишет, что фильм снят вне каких-либо законов, а его «беспримесная кинематографичность» является недосягаемой. По их мнению, в этом фильме понятия «Балабанов», «материя кино» и «киновещество» слились абсолютно. Подобного мнения придерживается и обозреватель газеты «Время новостей» Алёна Солнцева. Она пишет, что «Кочегар» — это не диалоги, иллюстрированные картинкой, а настоящее кино, в котором смыслы транслируются напрямую из изображения.
В свою очередь, Ларина говорит о грамотном подборе актёров. По её словам, в этом фильме «блестящие актеры существуют рядом с блестящими типажами». Она говорит о том, что из этого сочетания «рождается то особое качество правды, которое и отличает настоящего художника от поденщика». Она восхищается тем, как Балабанов использует паузы в фильме, из которых рождаются «удивительные по своей тонкости крупные планы» актёрских работ. Восхищена игрой Михаила Скрябина и член Гильдии киноведов и кинокритиков России Ольга Галицкая. Она считает, что данная работа актёра сопоставима с самыми высшими достижениями в мировом кинематографе.
Подводя итоги 2010 года, некоторые российские кинообозреватели составили свои собственные субъективные рейтинги фильмов, в которых фильм оказался одним из лучших. Так, Плахов поставил «Кочегар» на первое место среди всех русскоязычных фильмов года, а Гладильщиков на шестое место среди фильмов всех стран, вышедших в российский прокат в 2010 году (шестое место с ним разделил фильм «Счастье моё», а впереди оказались «Ливан», «Призрак», «Шерлок Холмс», «Лурд» и «Поэзия»).
Однако, несмотря на положительные оценки, фильм получил и отрицательные отзывы. Так, обозреватель журнала «Афиша» Роман Волобуев утверждает, что фильм не вызывает интереса, а актёры плохо играют неудачно прописанные роли. Также Сергей Оболонков из Lenta.ru назвал фильм беспомощным и сравнил с плохой дипломной работой учившегося на трояки студента-кинематографиста.
Среди скептически настроенных критиков оказался и Кичин. Он отдал должное мастерству режиссёра в изображении общественного распада, но отметил, что фильм, по своей сути, представляет этюд и «снят как бы между делом, не очень тщательно и малой кровью».
За пределами России оценки кинокритиков были, в целом, схожи с оценками их российских коллег. Так, Нил Янг из «The Hollywood Reporter» назвал фильм аллегорической сатирой России 1990-х годов, в котором Россия представлена как антиутопия, с победившей жадностью и безнравственностью. Критик «Screen daily» Джонатан Ромни говорит о легкомысленной музыке и иронии, рассыпанной по всему фильму. По его мнению, чёрно-белый эпилог выступает своеобразной трагикомической кульминацией этой истории. В свою очередь, обозреватель сайта «Mubi» Анна Нейман удивляется выбору актёра на главную роль. По её словам, обычно в фильмах Балабанова большинство персонажей не обладает ярко выраженной индивидуальностью, в отличие от героя Михаила Скрябина. Также она отмечает, что Балабанов вскрывает ужасы постсоветской действительности для того, чтобы зрители смогли избавиться от удобного ностальгического взгляда на историю России. По её мнению, режиссёр своим честным взглядом на события недавнего прошлого может помочь обществу двигаться вперёд. Безусловно положительно фильм оценил журналист лондонского еженедельника Time Out Дэвид Дженкинс. Он сожалеет о том, что «блестящие фильмы россиянина Алексея Балабанова редко выходят в прокат в Великобритании». А обозреватель польского журнала «Esensja» Себастьян Чосинский в своём положительном отзыве находит параллели в сюжете фильма с книгами «Крематор» Ладислава Фукса и «Евангелие от палача» Аркадия и Георгия Вайнеров.

## Фестивальная судьба и кинопремии
Фильм получил две награды на фестивале российского кино «Окно в Европу» в Выборге. Тем не менее, многие кинокритики посчитали, что конкурсное жюри под руководством Андрея Хржановского несправедливо лишило картину главного приза, присвоив его более лёгкой и политкорректной ленте Романа Каримова «Неадекватные люди». По мнению обозревателей, «Кочегар» и последующая пресс-конференция Балабанова стали главным событием этого фестиваля.
«Кочегар» стал триумфатором премии Гильдии киноведов и кинокритиков «Белый слон». Картина победила в четырёх номинациях из шести («Лучший фильм», «Лучшая режиссёрская работа», «Лучшая работа художника» и «Лучшая музыка к фильму»). Ещё в двух номинациях («Лучший сценарий» и «Лучшая главная мужская роль») она уступила «Овсянкам» (сценарист Денис Осокин) и фильму «Как я провёл этим летом» (актёры Сергей Пускепалис и Григорий Добрыгин) соответственно Однако несмотря на признание критиков, фильм Балабанова не получил ни одной номинации на национальную российскую кинопремию «Золотой орёл». Немного большего успеха картина добилась на кинопремии «Ника». «Кочегар» выдвигался в пяти категориях («Лучший фильм», «Лучшая режиссёрская работа», «Лучшая сценарная работа», «Лучшая музыка к фильму» и «Лучшая работа художника по костюмам»), но в итоге остался без наград.
Также «Кочегар» выиграл главный приз конкурса игровых картин на XVI Международном фестивале фильмов о правах человека «Сталкер», проходившем с 10 по 15 декабря 2010 года в Москве, и «Золотую лилию» 11-го Международного кинофестиваля стран Центральной и Восточной Европы в Висбадене.
Фильм остался незамеченным отборщиками крупнейших мировых кинофестивалей. По мнению Плахова, тот факт, что ни одна картина Балабанова так и не попала в конкурсную программу Канна, Венеции и Берлина, является позором для этих киносмотров. Критик уверен, что масштаб работ режиссёра вполне сопоставим с конкурсными фильмами крупнейших фестивалей последних лет. Однако Балабанову мешают его природный консерватизм и неполиткорректность в киновысказываниях. Солидарен с Плаховым и Гладильщиков, который отмечает, что настроенный на политически и социально острые темы Берлинский кинофестиваль, на самом деле, боится резких высказываний и крайностей. Именно поэтому Балабанову приходится довольствоваться Роттердамом, который «приветствует нестандартное кино». В свою очередь Виктор Матизен считает, что тематика бандитских девяностых просто неинтересна за пределами России, к тому же, показывая обыденность насилия, Балабанов не пытается найти её истоки. По его мнению, этим «Кочегар» невыгодно отличается от более интернационального фильма «Счастье моё», который тоже рассказывает о вирусе насилия в России.